# هوخ‌بلوک‌لاند
هوخ‌بلوک‌لاند (به هلندی: Hoogblokland) یک منطقهٔ مسکونی در هلند است که در خیسن‌لاندن واقع شده‌است. هوخ‌بلوک‌لاند ۱٬۴۴۰ نفر جمعیت دارد.